# Moulin Rouge (pel·lícula de 1934)
Moulin Rouge és una pel·lícula estatunidenca pre-Code de 1934 dirigida per Sidney Lanfield i protagonitzada per Constance Bennett i Franchot Tone. Nunnally Johnson va ser el responsable d'aquesta història, i els espectacles de ball van anar a càrrec de Russell Markert, amb diversos números de cant, com ara "Coffee in the Morning and Kisses at Night", "Boulevard of Broken Dreams" i "Song of Surrender".
Va ser la quarta pel·lícula més popular de l'any de Twentieth Century Pictures. No té relació amb cap altra pel·lícula homònima.
Helen Westley va debutar com actriu en aquesta pel·lícula interpretant Mrs. Morris, una celebritat de l'escenari, ja retirada, i que és la responsable de l'enorme èxit de Helen (Constance Bennett), la protagonista.

## Argument
Helen Hall (Constance Bennett) és una cantant que es casa amb Douglas Hall (Franchot Tone), un compositor famós. Més endavant té ganes de tornar als escenaris, però el seu marit s'hi oposa i la dissuadeix. Helen descobreix que Raquel, una popular cantant francesa (també interpretada per Constance Bennett), ve a Nova York i decideix acudir-hi amb un pla en ment, d'amagat del seu marit. De fet, Raquel és la seva germana i el pla consisteix en intercanviar els seus papers, de manera que ella pugui complir el seu desig de tornar als escenaris. Douglas no reconeix Helen, que ara és rossa i té accent francès, i no només lloa com canta «Raquel» sinó que també se n'enamora. Helen no està gens contenta d'assabentar-se que el seu marit és tan susceptible a les astucies femenines. Malgrat tot, el pla no sortirà com estava previst.

## Repartiment
- Constance Bennett: Helen Hall / Raquel
- Franchot Tone: Douglas Hall
- Tullio Carminati: Victor Le Maire
- Helen Westley: Mrs. Morris
- Andrew Tombes: McBride
- Russ Columbo: Joe
- Hobart Cavanaugh: borratxo
- Georges Renavent: el francès
- Fuzzy Knight: Eddie
- Ivan Lebedeff: Ramon
- Mischa Auer: escultor
- Helen Wood: Madame
- Eddie Foy Jr.: mag
- Lucille Ball, Barbara Pepper: ballarines
- The Boswell Sisters: elles mateixes

## Recepció
Mordaunt Hall, de The New York Times, va dir de Constance Bennett que brillava com a comediant, i que aprofitava al màxim les ocasions humorístiques. També va lloar l'elecció de Helen Westley per a interpretar Mrs. Morris: «La senyoreta Westley, és gairebé superflu dir-ho, és excel·lent en aquest paper». Hall va comparar la història amb la de The Guardsman «amb un angle invertit», ja que Moulin Rouge «és de la varietat del darrere de l'escenari, però la seva àmplia oferta de bona diversió la converteix en un entreteniment brillant», i va valorar de manera positiva el fet que Sidney Lanfield no permetés «interrupcions massa llargues per espectacles en la història».